# Chiesa di San Giovanni Battista ai Camaldoli
La chiesa di San Giovanni Battista ai Camaldoli è un luogo di culto d'interesse storico ed artistico di Napoli; si erge nel villaggio di Nazareth.

## Storia
La chiesa è tra le più rilevanti tracce artistiche della zona, in quanto il suo interno presenta affreschi riconducibili a varie epoche. La struttura, di forma rettangolare e con volte a botte, è caratterizzata da abside e nicchie semicircolari laterali, scavante nel tufo.
L'edificio conserva opere del XIV secolo (Battesimo di Cristo) e del XV secolo (Crocifissione, Annunciazione, una Madonna col Bambino e una Natività); queste ultime opere rappresentano rari esempi di interpretazione del Gotico internazionale che, diffusosi nei primi anni del Quattrocento a Napoli e nel resto della Campania, è stato raffigurato con estrema accuratezza e semplicità da quest'artista ignoto.
Verso la fine del XVI secolo, i Padri Camaldolesi acquistarono la chiesa e la dotarono di ulteriori opere d'arte (come ad esempio Santi Brunone e Romualdo di artista ignoto e le quattro lunette raffiguranti la vita degli Eremiti).
Il tempio, oggi in precarie condizioni conservative, è chiuso da oltre un secolo.